# Abbazia di Tegernsee

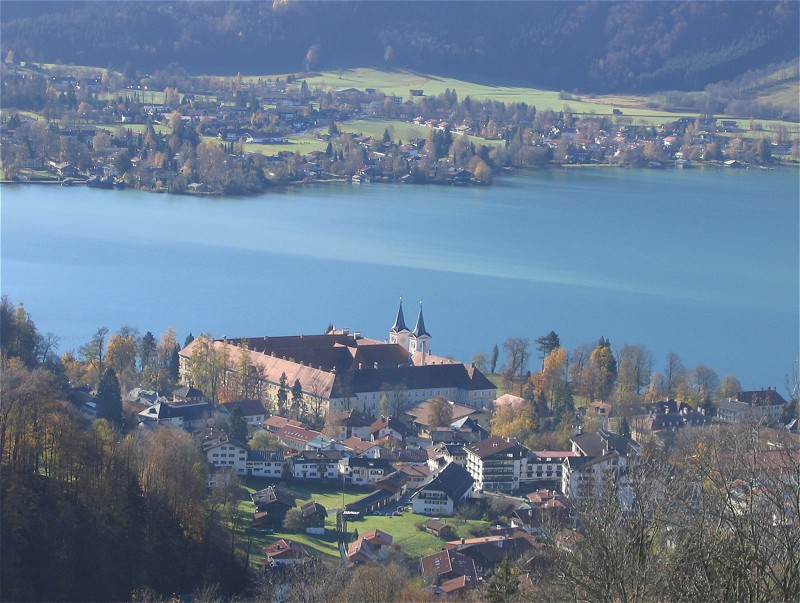
Vista dell'abbazia di Tegernsee da Nord-Est, 2006

L'abbazia di Tegernsee o abbazia imperiale di Tegernsee (in lingua tedesca: Kloster Tegernsee, Abtei o Reichsabtei Tegernsee) è un ex monastero benedettino nella città di Tegernsee, in Baviera. Sia l'abbazia che la città che le sorse attorno prendono il nome dal Tegernsee, il lago sulle cui rive sorgono entrambe; il nome deriva dall'alto tedesco antico tegarin seo, che significa "grande lago".
La costruzione dell'abbazia iniziò nell'VIII secolo e fino al 1803 fu la più importante comunità benedettina in Baviera.
Attualmente il complesso monasteriale è conosciuto come Schloss Tegernsee (castello di Tegernsee) ed appartiene alla famiglia dei Wittelsbach; la locale chiesa parrocchiale cattolica di San Quirino è la precedente chiesa abbaziale. Le ex pertinenze dell'abbazia ospitano tra le altre cose un ristorante e il ginnasio di Tegernsee.

## Fondazione e storia antica

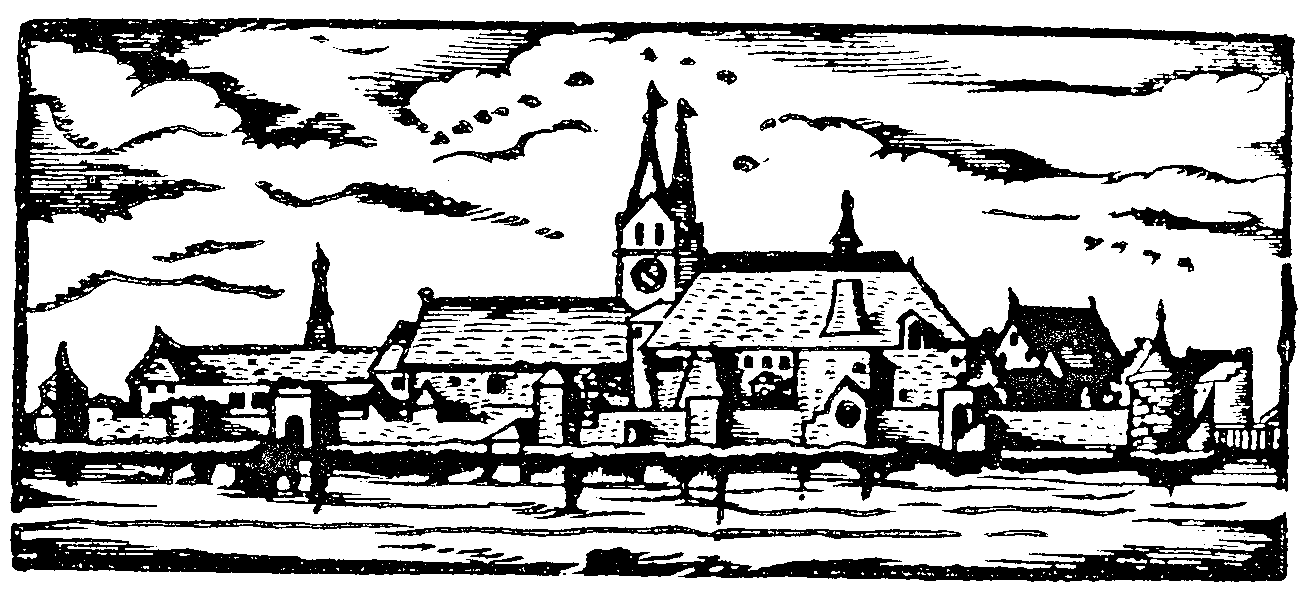
L'abbazia nel 1560.

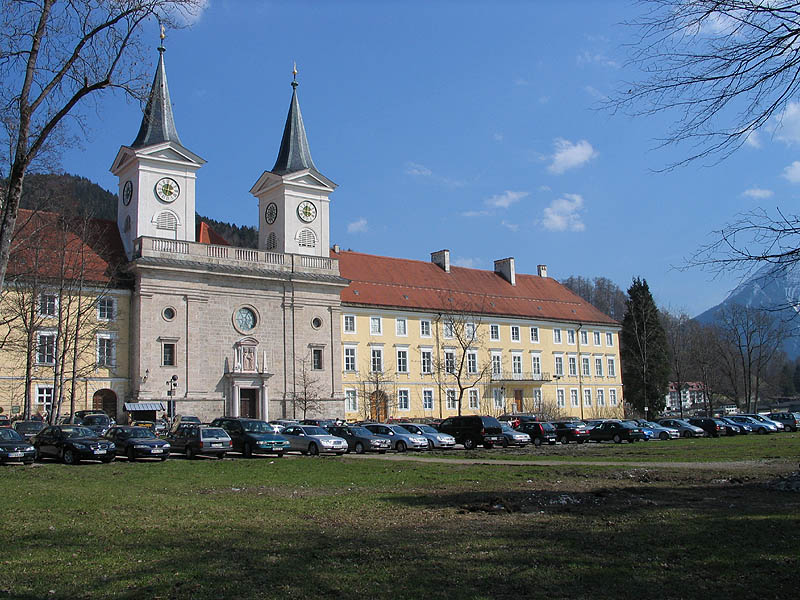
La facciata.

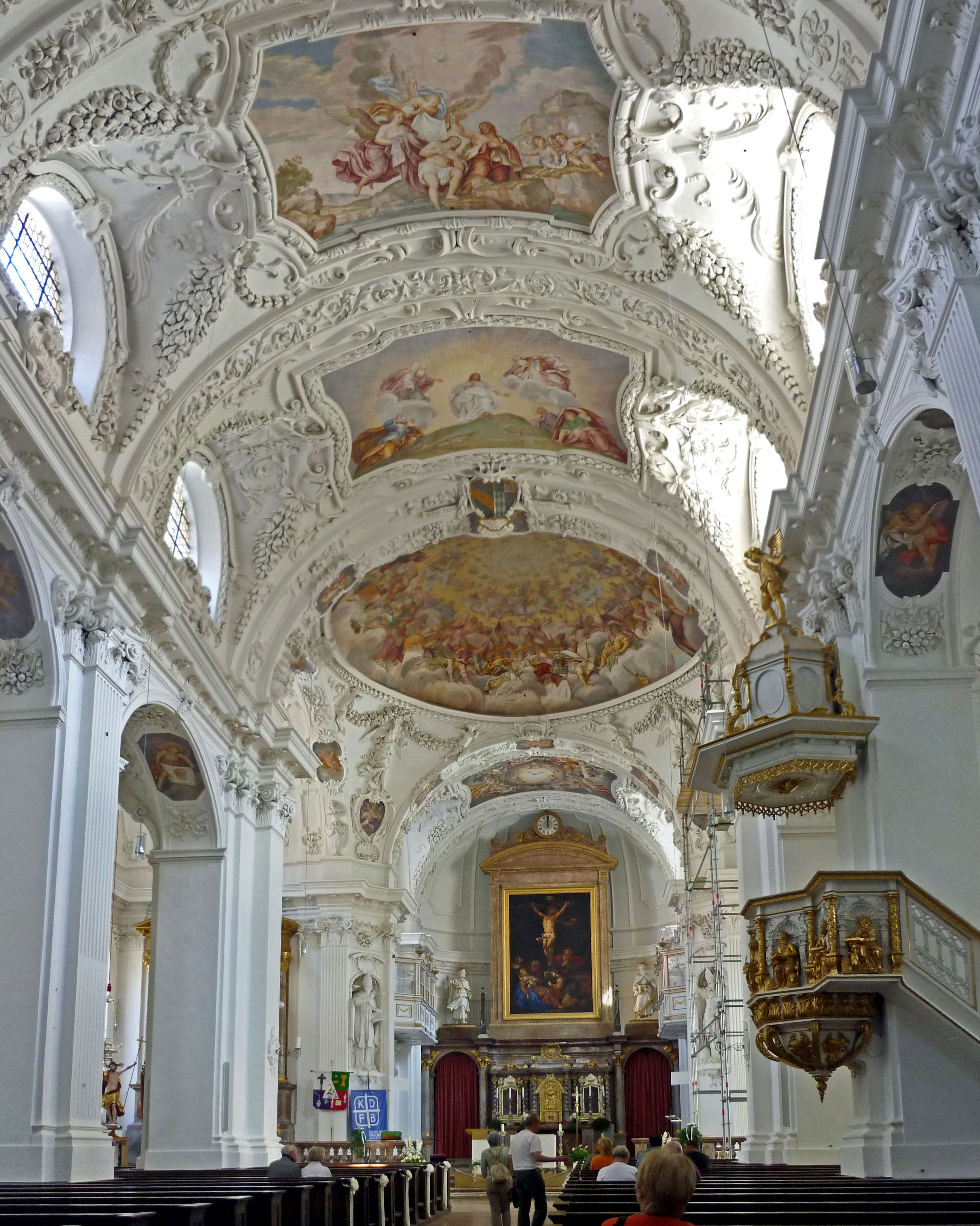
L'interno barocco della chiesa.

La comunità monastica di Tegernsee venne fondata a metà dell'VIII secolo (nel 746 o attorno al 765); il monastero, edificato dai monaci provenienti da San Gallo e dedicato a san Quirino, le cui reliquie vennero portate da Roma nell'804, ben presto riuscì a diffondere il messaggio cristiano fino in Tirolo e nella Bassa Austria.
I fondatori furono i fratelli Otkar e Adalberto, membri di uno dei più antichi clan nobiliari della Baviera, anche se non è stato ancora possibile stabilire con certezza di quale si tratti. Ci sono poche informazioni precise sui primi giorni di vita dell'abbazia, come conseguenza di un incendio che nel 970 distrusse parte delle prime prove storiche.
Ciononostante la tradizione sulla fondazione è conosciuta e dettagliata, benché non verificabile completamente. Secondo questa, quindi, Otkar e Adalberto erano principi degli Huosi, imparentati con la casa regnante bavarese degli Agilolfingi, la cui area di provenienza era la regione attualmente conosciuta come Housigau, nella Baviera sud-occidentale, benché essi possedessero comunque numerose terre nel resto della Baviera e in Borgogna. Essi vivevano, con le famiglie, alla corte di Pipino il Breve, re dei Franchi (714-768), il cui figlio, preso dall'ira durante una partita di scacchi, uccise il figlio di Otkar con la scacchiera. Pipino, temendo la vendetta di una famiglia così potente, convocò Otkar e Adalberto prima che venissero a sapere dell'assassinio e chiese loro un consiglio: «Come vi comportereste se aveste a che fare con un grande male se non ci fosse modo per cambiarlo?»; i fratelli replicarono: «Tutto ciò che un uomo potrebbe fare in un caso simile sarebbe quello di accettare il male con umiltà e sottomissione al volere di Dio». Solo a questo punto Pipino raccontò loro della morte del figlio di Otkar; i fratelli, vincolati dal loro stesso giudizio, non poterono prendere le armi contro il sovrano e si trovarono costretti ad accettare il torto. Essi decisero così di volgere le spalle al mondo: tornarono nella loro terra natia e fondarono un monastero in un luogo insolitamente bello, sulle rive del Tegernsee, e lì si ritirarono. La scena dei principi che giocavano a scacchi fu per molti secoli rappresentata su un grande pannello che decorava la vicina chiesa di Egern.
Dopo la caduta di Tassilone III, duca di Baviera (748-788), Tegernsee divenne un monastero reale carolingio; la comunità venne notevolmente indebolita dalle razzie ungheresi e dai numerosi tentativi di secolarizzazione durante il regno di Arnolfo I di Baviera (907-937). Nel corso del X secolo l'abbazia conobbe un sostenuto declino, che culminò nell'incendio del 970 circa.

## Medioevo
Restaurata e rifondata nel 978, sotto l'imperatore Ottone II (973-983), come abbazia imperiale nella quale si insediarono i monaci dell'abbazia di San Massimino (Treviri), Tegernsee si avviò ad un nuovo periodo di crescita. Grazie all'attività del monaco Frumundo (1006-1012) e dell'abate Ellinger (1017-1026 e 1031-1041) l'abbazia divenne un centro letterario, di studio e di produzione di manoscritti, e fu inoltre attiva nella reintroduzione dell'ordine benedettino in Baviera, compresa la fondazione dell'abbazia dei Santi Ulrico e Afra ad Augusta, nel 1012 circa.
Questo periodo d'oro dell'abbazia durò almeno fino alla fine del XII secolo; tra i lavori letterari e scientifici prodotti in quel periodo sono da ricordare:
- Ruodlieb, considerato il primo romanzo scritto in Germania (XI secolo);
- I Quirinali (XII secolo);
- Ludus de Antichristo (dramma religioso, 1155 circa);
- Collezione epistolare di Tegernsee (dal 1178 al 1186).

Il noto Tegernseespruch di Walther von der Vogelweide è datato in un'epoca successiva, poco prima del 1206 o del 1212, e quindi quando ormai stava iniziando il periodo di declino. Tegernsee fu scarsamente coinvolta nella confusione politica ed ecclesiastica che sorse dal conflitto tra papa Alessandro III (1159-1177) e l'imperatore Federico II, ed anzi riuscì ad ottenere dei privilegi sia dall'uno che dall'altro.
Il futuro della comunità monastica venne segnato con la nomina alla carica di abate, nel 1189, di Manegold di Berg, figlio del conte di Berg, come risultato di un intrigo politico ordito dai conti di Andechs, vögte (signori protettori) di Tegernsee, e dal vescovo Ottone di Frisinga. Gli interessi politici ed economici delle famiglie nobili di Berg, Andechs ed Hohenstaufen dominarono l'abbazia e come risultato essa conobbe un nuovo periodo di declino tra il XIII ed il XIV secolo, arrivando a diventare poco più di un monastero privato dipendente da un piccolo numero di famiglie nobiliari. A peggiorare la situazione essa fu distrutta da un altro incendio nel 1410.

## Ultimi anni
Nel 1426 Tegernsee ricevette una visita dal vicario generale Johannes Grünwalder, che contribuì a segnare un nuovo inizio per l'abbazia; nei decenni seguenti, con il supporto del legato pontificio, il cardinale Nicola Cusano, essa divenne uno dei centri delle riforme dell'abbazia di Melk, che aprì l'ordine benedettino, fino allora ristretto alla nobiltà, anche a persone di altre classi sociali. Nel 1455 dei monaci di Tegernsee fondarono l'abbazia di Andechs e furono nominati abati a Benediktbeuern, Oberalteich, Wessobrunn e in altri conventi.
Nel 1446 venne dedicato un altare della passione; Johannes Keck (m. 1450), delegato dell'abbazia al concilio di Basilea, scrisse una composizione musicale ed il priore di Tegernsee, Bernhard von Waging (m. 1472), scrisse i suoi componimenti mistici.
Questa seconda fioritura continuò fino al primo periodo dell'Età Moderna; dal 1573 il monastero ebbe la sua propria pressa per stampare, che, grazie ai privilegi imperiali, aveva il permesso di imprimere numerosi testi di teologia, liturgia e teoria musicale. La comunità sopravvisse alla confusione della guerra dei trent'anni (1618-1648), quando l'abbazia venne razziata dai soldati svedesi. Gli edifici conventuali e la chiesa vennero rinnovati in stile barocco tra il 1684 e il 1688; la precedente chiesa abbaziale costruita alla fine del X secolo era stata convertita nell'XI in una basilica romanica, che a sua volta era stata rimaneggiata tra il 1455 ed il 1460 in stile gotico. L'abbazia di Tegernsee era inoltre un membro importante della Congregazione Benedettina bavarese, fondata nel 1684.
Già durante la guida dell'abate Benedikt Schwarz, durata fino al 1787, iniziarono a manifestarsi i primi segnali della secolarizzazione che infine venne disposta il 17 marzo 1803, ponendo fine alla storia dell'abbazia; Gregor Rottenkolber, ultimo abate di Tegernsee, morì il 13 febbraio 1810. La maggior parte del sito venne acquistato dal barone Drechsel per la sua birreria, ma in seguito ne vendette una piccola parte ad una comunità monastica non ufficiale, che vi rimase fino al 1861.
Gli edifici del monastero furono acquistati nel 1817 dalla famiglia regnante dei Wittelsbach, attratti dall'inusuale bellezza del luogo, e li trasformarono in una residenza estiva, Schloss Tegernsee, in possesso della famiglia a tutt'oggi.

## Abati di Tegernsee
- Adalberto (762-800)
- Zaccho (800-804)
- Maginhart (804-823)
- Isker (826-829)
- Megilo (866-880?)
- Hartwic (978-982)
- Gozpert (982-1001)
- Gottardo di Hildesheim (San Gottardo)(1001-1002)
- Eberardo I (1002-1003)
- Beringer (1003-1013)
- Burchard (1013-1017)
- Ellinger (1017-1026)
- Albino (1026-1031)
- Ellinger (2° periodo, 1031-1041)
- Altmann (1041)
- Udalrico I (1041/42-1042)
- Herrand (1042-1046)
- Egberto (1046-1048)
- Sigfrido (1048-1068)
- Eberardo II di Eppenstein (1068-1091)
- Odalschalk di Hohenburg (1092-1113)
- Aribo di Neuburg-Falkenstein (1113-1126)
- Corrado I (1126-1155)
- Rupert di Neuburg-Falkenstein (1155-1186)
- Alban (1186-1187)
- Corrado II (1187-1189)
- Manegold di Berg (inoltre abate di Kremsmünster e vescovo di Passavia) (1189-1206)
- Bertoldo I (1206-1217)
- Enrico I (1217-1242)
- Bertoldo II Schneck (1242-1248)
- Ulrico II Portenhauser (1248-1261)
- Rodolfo (1261-1266)
- Enrico II (1266-1273)
- Ludovico di Graisbach (1273-1286)
- Enrico III (1286-1287)
- Marquard di Veringen (1287-1324)
- Enrico IV di Rain (1324-1339)
- Sigibrando Geltinger (1339-1347)
- Carlo Hauzendorfer (1347-1349)
- Corrado III Kazbeck (1349-1363)
- Corrado IV Eglinger (1363-1372)
- Gerardo di Taufkirchen (1372-1393)
- Osvaldo Torer (1393-1418)
- Giorgio Türndl (1418-1423)
- Ildebrando Kastner (1424-1426)
- Kaspar Ayndorffer (1426-1461)
- Corrado V Ayrenschmalz (1461-1492)
- Quirino I Regler (1492-1500)
- Enrico V Kintzner (1500-1512)
- Maurus Leyrer (1512-1528)
- Enrico V Kintzner (2° periodo, 1528-1543)
- Quirino II ( - )
- Paulus Widmann (1594-1624)
- QuirinO III Ponschab (1624-)
- Bernardo Wenzl (1673-1700)
- Quirino IV Millon (1700-1715)
- Petrus di Guetrater (1715-1725)
- Gregorio I Plaichshirn (1726-1762)
- Benedetto Schwarz (1762-1787)
- Gregorio II Rottenkolber (1787-1803; ultimo abate, morte nel 1810)

## Sepolture
- San Quirino da Roma
- Massimiliano Giuseppe in Baviera
- Ludovica di Baviera
- Carlo Teodoro in Baviera
- Sofia di Sassonia
- Maria José di Braganza

- Lista dei monasteri carolingi